# Новобелянское сельское поселение
Новобелянское сельское поселение — муниципальное образование в Кантемировском районе Воронежской области.
Административный центр — село Новобелая.

## Административное деление
В состав поселения входит один населенный пункт:
- село Новобелая.